# Gęstość powietrza
Gęstość powietrza – stosunek masy powietrza do jego objętości. W układzie SI jest mierzona w jednostkach (kg/m³). Na poziomie morza w temperaturze 20 °C powietrze suche ma gęstość około 1,2 kg/m³. Gęstość powietrza maleje wraz ze wzrostem wysokości i odpowiednio spadkiem ciśnienia.

## Zależność od temperatury i ciśnienia
Zależność gęstości powietrza od ciśnienia i temperatury określa wzór:
{\displaystyle \rho ={\frac {pM}{RT}},}
gdzie:
ρ – gęstość powietrza
p – ciśnienie (w Pa)
M – efektywna masa molowa dla powietrza (0,0289 kg/mol)
R – uniwersalna stała gazowa
T – temperatura w skali bezwzględnej.
lub
{\displaystyle \rho ={\frac {p}{r\cdot T}},}
gdzie:
r – indywidualna stała gazowa dla powietrza.
Indywidualna stała gazowa r dla suchego powietrza:
{\displaystyle r=287,05{\frac {\mbox{J}}{{\mbox{kg}}\cdot {\mbox{K}}}}}
Dlatego:
- W warunkach normalnych (0 °C i 1013,25 hPa), suche powietrze ma gęstość ρSTP = 1,293 kg/m³.
- W standardowych warunkach przyjmowanych w aerostatyce i aerodynamice (15 °C i 101 325,25 Pa), suche powietrze ma gęstość ρISA = 1,225 kg/m³[2].